# Jürgen Fijalkowski
Jürgen Fijalkowski (* 29. August 1928 in Berlin; † 18. September 2014 ebenda) war ein deutscher Politikwissenschaftler und Soziologe.

## Leben

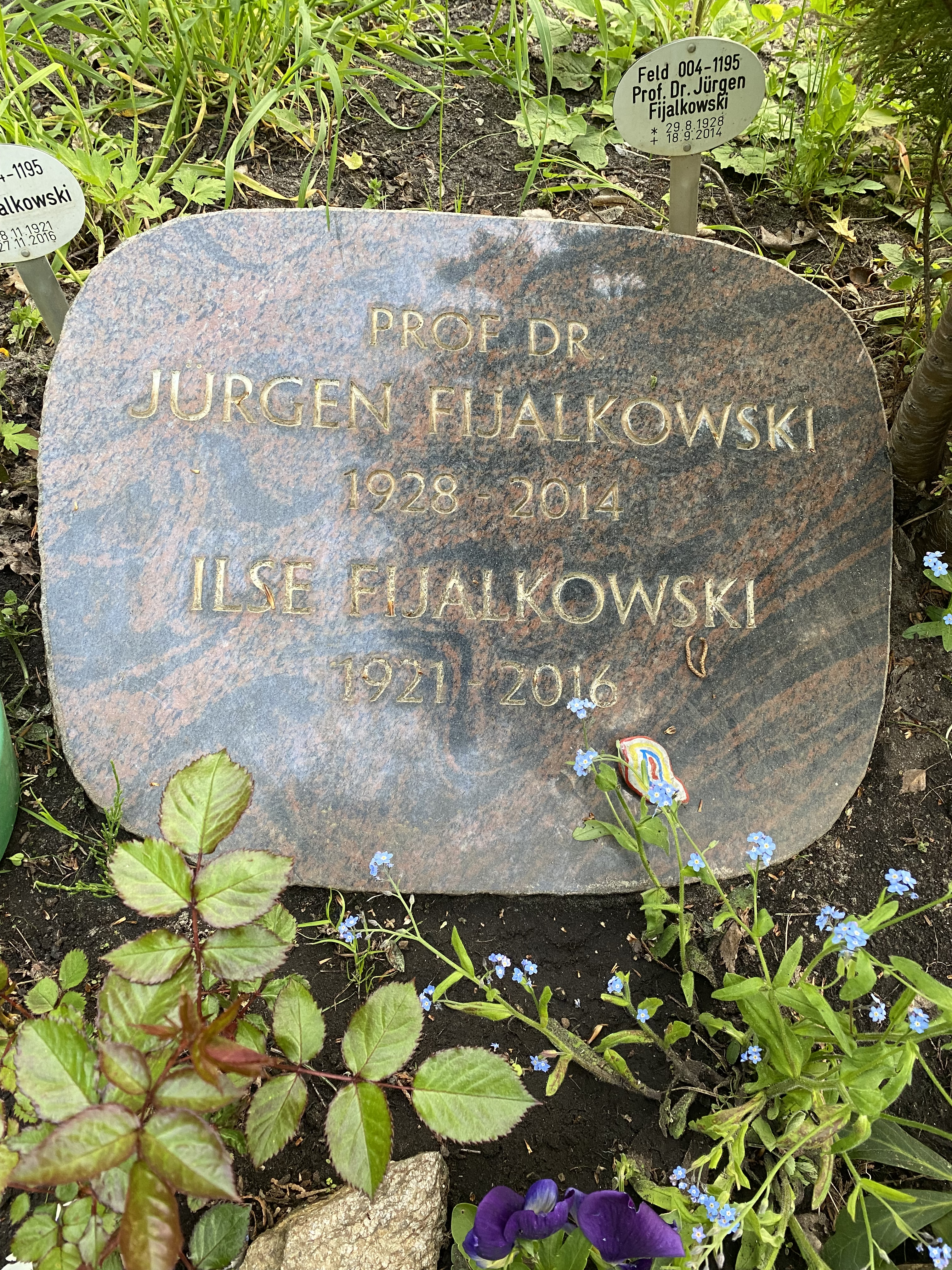
Grabstätte auf dem Friedhof Zehlendorf

Fijalkowski wurde 1928 in Berlin geboren. Er studierte dort an der Freien Universität Philosophie, Soziologie und Psychologie und begann seine wissenschaftliche Laufbahn als Assistent von Otto Stammer am Institut für Soziologie. 1957 gehörte er zu den Gründerinnen und Gründern der Deutsch-Israelischen Studiengruppe an der Freien Universität Berlin. Im Jahre 1958 promovierte er am Institut für politische Wissenschaft der FU Berlin mit seiner Arbeit Die Wendung zum Führerstaat über ideologische Komponenten in der politischen Philosophie Carl Schmitts (Untertitel). Daraufhin war er Leiter diverser Forschungsgruppen und Lehrbeauftragter am Otto-Suhr-Institut der FU Berlin. Nach der Habilitation im Jahre 1970 übernahm er 1971 eine Professur an der Pädagogischen Hochschule Berlin, die er bis 1997 innehatte. Von 1970 bis 1972 war Fijalkowski Vorstandsmitglied der Deutschen Gesellschaft für Soziologie.
1976 wurde ihm ein Lehrstuhl für Politikwissenschaft und Politische Soziologie am Fachbereich Politische Wissenschaft an der FU Berlin angeboten. Von 1979 bis 1982/1983 war Fijalkowski Sprecher dieses Fachbereichs. Daneben übte er von 1981 bis 1983 eine Tätigkeit als Vorstandsmitglied der Deutschen Vereinigung für Politische Wissenschaft aus. 1985 wurde er Mitglied des „Forschungsgebietschwerpunkts Ethnizität und Gesellschaft“ am Fachbereich Politische Wissenschaft der FU Berlin. Die „Forschungsstelle Arbeitsmigration und Ausländerpolitik“, die 1988 in „Forschungsstelle für Arbeitsmigration, Flüchtlingsbewegungen und Minderheitenpolitik“ umbenannt wurde, wurde 1986 von ihm an der FU Berlin mitgegründet und stand unter seiner wissenschaftlichen Leitung. Jürgen Fijalkowski war von 1985 bis 1991 Mitglied einer Kommission zur Vergabe von Promotionsstipendien des Landes Berlin.
1993 wurde Jürgen Fijalkowski emeritiert. 2014 verstarb er 86-jährig in seiner Geburtsstadt und wurde auf dem dortigen Friedhof Zehlendorf beigesetzt.

## Wissenschaftliche Schwerpunkte
Fijalkowski verfasste zahlreiche Publikationen zur Migrationsforschung und war Mitglied oder Betreuer mehrerer Forschungsprojekte im Hinblick auf dieses Thema („Arbeitsmigranten im städtischen Milieu“, „Betriebliche Strategien der Ausländerbeschäftigung“, Kontaktaufnahme zur europäischen und amerikanischen Forschung über Minderheitenpolitik und ethnische Minderheiten u. a.m.). Er befasste sich mit Sozialstrukturtheorien, ferner mit gesellschaftspolitischen Analysen und vergleichenden Analysen politischer Systeme.

## Wichtige Publikationen
In einer seiner frühen Arbeiten, Die Wendung zum Führerstaat (1958), analysiert Jürgen Fijalkowski die politische Philosophie des Rechtsgelehrten Carl Schmitt in Bezug auf ideologische Aspekte. Carl Schmitt hatte u. a. die parlamentarische Demokratie der Weimarer Republik scharf kritisiert. Dies sei laut Fijalkowski nicht deshalb geschehen, um sie so letztendlich zu stabilisieren, sondern um sie legitim überwinden zu können. Deshalb diente seine wissenschaftliche Arbeit auch der Apologie des autokratischen Nachfolgesystems. Schmitt entwerfe das Bild einer verkommenen Form der parlamentarischen Demokratie, die letztendlich Bürgerkriege begünstige. Der Staat zerfalle aufgrund des Pluralismus der parteiischen Mächte. Es gebe aber die Alternative zwischen diesem sich schon fast in Richtung Anarchie bewegenden System oder Autorität. Ein autoritärer Staat könne eine Lösung sein. Laut Fijalkowski sei diese Einschätzung aber philosophisch und politisch abwegig gewesen. Schmitt zeichne ein einseitiges Bild, indem er bestimmte Aspekte übermäßig stark hervorhebe, andere zu wenig betone.
„Die Diagnose der Wirklichkeit kommt in der vorliegenden Gestalt immer nur durch Radikalisierung zustande, und diese Radikalisierung folgt einer bestimmten Richtung, die ein bestimmter politischer Wille angibt. Das gegebene Bild der Wirklichkeit ist, vielleicht nicht der Absicht, jedenfalls aber der Wirkung nach, eine zweckorientierte Darstellung zur Rechtfertigung bestimmter politischer Bestrebungen. Darin liegt der ideologische Charakter der sonst wie immer rationalen Diagnose Carl Schmitts.“ (Jürgen Fijalkowski: Die Wendung zum Führerstaat. Ideologische Komponenten in der politischen Philosophie Carl Schmitts, Köln/Opladen: Westdeutscher Verlag 1958, S. 64).
Die Migrationsforschung war einer der wissenschaftlichen Schwerpunkte Fijalkowskis. In seiner Arbeit „Ethnische Heterogenität und soziale Absonderung in deutschen Städten. Zu Wissensstand und Forschungsbedarf“ von 1988 beschrieb er das Problem der sozialen Abgrenzung ethnischer Minderheiten in der Bundesrepublik Deutschland. Hiervon seien (1988) etwa 4,5 Millionen Menschen, größtenteils Türken, Jugoslawen, Italiener und Griechen, betroffen. Ungefähr zwei Drittel davon seien ehemalige Gastarbeiter oder deren Nachfahren. Laut Fijalkowski bildeten sich, vor allem in den Großstädten, Minoritäten, in hohen Konzentrationen zusammenlebend, die sich dort auf Dauer niederließen, ohne sich zu integrieren bzw. sich integrieren zu können. Die Frage sei, ob dieser Zustand nur ein Übergangsphänomen sei, oder ob sich hier eine dauerhafte Ghettoisierung andeute. Jürgen Fijalkowski stützte seine Arbeit dabei auch auf angloamerikanische und deutsche sozialwissenschaftliche Literatur, die sich sowohl mit der Theorie als auch mit empirischen Beobachtungen zu dieser Thematik auseinandersetzt. Er legte des Weiteren einen Entwurf vor, wie die Forschung die kausalen Zusammenhänge dieser Problematik in Zukunft erörtern kann.
„Transnationale Migranten in der Arbeitswelt“, ein weiteres Buch Fijalkowskis, entstand im Rahmen eines Workshops von 1988. In diesem Sammelband sind unter anderem auch Texte von Martin Biller, Christoph Köhler, Hans Grüner, Jürgen Bogdahn zu finden. Hier rücken nicht nur Ausländer in Deutschland in den Blickpunkt, sondern auch Ausländer im internationalen Kontext.

## Werke (Auswahl)
- Die Wendung zum Führerstaat. Ideologische Komponenten in der politischen Philosophie Carl Schmitts. Westdeutscher Verlag, Köln 1958 (= Schriften des Instituts für politische Wissenschaft der Freien Universität Berlin, Band 12).
- Über einige Theorie-Begriffe in der deutschen Soziologie der Gegenwart. In: KZfSS Jg. 13, 1961, S. 88–109; wieder in: Jürgen Friedrichs, Karl Ulrich Mayer, Wolfgang Schluchter (Hrsg.): Soziologische Theorie und Empirie. KZfSS. Westdeutscher Verlag, Opladen 1997, ISBN 3-531-13139-7, S. 1–22.
- Herausgeber: Politologie und Soziologie. Otto Stammer zum 65. Geburtstag. Westdeutscher Verlag, Köln 1965.
- Zusammen mit anderen: Berlin – Hauptstadtanspruch und Westintegration. Westdeutscher Verlag, Köln 1967 (= Schriften des Instituts für politische Wissenschaft der FU Berlin, Band 20).
- Bemerkungen zu Sinn und Grenzen der Rätediskussion. In: Politische Vierteljahresschrift, Jahrgang 11, 1970, S. 139–152.
- Fachbereich Politische Wissenschaft. Handbuch. Teil 1: Entwicklung und wissenschaftliche Arbeit, Eigenveröffentlichung des Fachbereichs (FU Berlin), 1981.
- Arbeitsmigration und Ausländerpolitik in der Bundesrepublik. Problementwicklung und Parteikonzepte. Eröffnungsvortrag der Tagung „Ausländerintegration“, August-Bebel-Institut Berlin 1983.
- Ethnische Heterogenität und soziale Absonderung in deutschen Städten. Zu Wissensstand und Forschungsbedarf (= Occasional Papers des „Forschungsgebietsschwerpunktes Ethnizität und Gesellschaft. Probleme ethnischer Grenzziehung in Gesellschaften des Vorderen und Mittleren Orients“ der FU Berlin. Nr. 13), Berlin 1988.
- Spielraum und Konzepte der Stadtentwicklung in Berlin. In: Hannelore Horn (Hrsg.): Berlin als Faktor nationaler und internationaler Politik. Colloquium, Berlin 1988, S. 67–87.
- Zusammen mit anderen: Ausländerbeschäftigung in der Krise? Die Beschäftigungschancen und -risiken ausländischer Arbeitnehmer am Beispiel der Westberliner Industrie. Edition Sigma, Berlin 1989 (= Beiträge zur Sozialökonomik der Arbeit, Band 21).
- Transnationale Migranten in der Arbeitswelt. Studien zur Ausländerbeschäftigung in der Bundesrepublik und zum internationalen Vergleich, Berlin 1990 (= Beiträge zur Sozialökonomik der Arbeit, Band 22).
- Mit Helmut Gillmeister: Ausländervereine. Ein Forschungsbericht über die Funktion von Eigenorganisationen für die Integration heterogener Zuwanderer in eine Aufnahmegesellschaft am Beispiel Berlins. Hitit, Berlin 1997 (= Völkervielfalt und Minderheitenrechte in Europa, Bd. 5).

Festschrift
- Hans-Dieter Klingemann, Wolfgang Luthardt (Hrsg.): Wohlfahrtsstaat, Sozialstruktur und Verfassungsanalyse. Jürgen Fijalkowski zum 60. Geburtstag (= Schriften des Zentralinstituts für Sozialwissenschaftliche Forschung der Freien Universität Berlin, Bd. 70). Westdeutscher Verlag, Opladen 1993, ISBN 3-531-12454-4.